# 吃豆腐
吃豆腐，漢語俗語和委婉詞彙，通常用於描述性騷擾或形容「調戲」或「佔人便宜」的行為。

## 意思
豆腐為食品。字面上，「吃豆腐」僅是食用豆腐而已。儘管「吃豆腐」一詞今日依然保留著「食用豆腐」這個意思，但亦引伸了「性騷擾」跟「佔便宜」的另外意思。

## 歷史

### 作為佔便宜的委婉詞
「吃豆腐」作為佔便宜的委婉詞，可追溯到中國江浙一帶的俚語詞彙「吃豆腐羹」，喪事完結後，喪家會請曾經幫忙過的鄉親吃齋菜。有些悠手好閒者，會借詞說「曾經幫忙」而佔喪家便宜，一同赴宴。由於齋菜宴席上大多會有一道「豆腐羹」的菜色出現，所以有「吃豆腐」一詞的出現，形容這些無恥地佔人家便宜的人。

### 作為性騷擾的委婉詞
吃豆腐作為「調戲」和「性騷擾」的委婉詞彙，有兩種說法。
第一種說法源於西漢時期。當時豆腐剛剛流行於民間，而京城街上有一個夫妻合開的豆腐店。那店舖的老闆娘為吸引顧客，有時會做出賣弄風情的行為，並吸引到一群男人以「吃豆腐」為藉口到豆腐店調戲老闆娘。
第二種說法與第一種說法大致相同，但源於清代小說「驚夢啼」。小說裏有一位叫名為春桃的豔色女子。她經營賣豆腐的生意，亦愛與男人打情罵俏，所以會有男性顧客專程來「買豆腐」，但實則調戲那位老闆娘。

## 同義詞
廣東話中，一般會稱「吃豆腐」為「抽水」、「索油」、「博懵」或「博大霧」。